# Тембелихле (община)
Община Тембелихле (на африкаанс: Thembelihle Plaaslike Munisipaliteit) е община в провинция Северен Кейп, Република Южна Африка. Нейната площ е 8023 км2. Населението ѝ според преброяването през 2011 г. е 15 701 души. Административен център е град Хоуптаун.

## Населени места
Основните населени места в общината според преброяването на населението през 2011 г. са следните:
| Населено място            | Код    | Площ (в км2) | Население | Расов състав                                                                                | Роден език                                                                         |
| ------------------------- | ------ | ------------ | --------- | ------------------------------------------------------------------------------------------- | ---------------------------------------------------------------------------------- |
| Хоуптаун                  | 374001 | 73,86        | 10259     | цветнокожи (73,1 %), черни (18,8 %), бели (6,9 %), индийци / азиатци (0,7 %), други (0,5 %) | африканс (88,1 %), кхоса (7,2 %), тсвана (1,2 %), английски (1,3 %), други (2,0 %) |
| Стрийденбург              | 374004 | 37,98        | 2987      | цветнокожи (83,9 %), черни (10,2 %), бели (5,2 %), индийци / азиатци (0,3 %), други (0,4 %) | африканс (93,5 %), кхоса (1,7 %), английски (1,6 %), тсвана (1,2 %), други (2,0 %) |
| Орания                    | 374003 | 8,95         | 892       | бели (97,20 %), цветнокожи (1,9 %), черни (0,9 %)                                           | африканс (98,4 %), английски (1,6 %)                                               |
| Останала част от общината | 374002 | 7902,28      | 1563      | цветнокожи (69 %), бели (21 %), черни (10 %)                                                | африканс (95 %)                                                                    |

Въпреки че град Орания се намира в територията на община Тембелихле, Орания не е административна част от общината. Градът е включен в състава на общината, само за целите на преброяването и демаркацията. Орания има собствена общинска администрация.

## Население
13 987 души (2001)

### Расов състав
(2001)
- 10 247 души (73,3%)- цветнокожи
- 1940 души (13,9%)- бели
- 1777 души (12,7%)- черни
- 23 души (0,3%)- азиатци